# Playa de Feduriento
La playa de Feduriento se encuentra en el concejo asturiano de Cudillero, España, y pertenece a la localidad de Ballota. Forma parte de la Costa Occidental de Asturias.

## Descripción
La playa es un pedrero con forma de concha, tiene una longitud de unos 200 m y una anchura media de unos 20 m. Su entorno es rural y con un bajo grado de urbanización y la peligrosidad es media. Las arenas son de color claro, de grano medio. Los accesos son peatonales e inferiores a un km pero de difícil recorrido. Su entorno es rural y con un bajo medio de urbanización. El lecho está compuesto de pequeños bancos de arenas gruesas y tonos claros en pequeñas cantidades ya que la mayoría del lecho lo cubren cantos rodados y roca.
Toda la playa está protegida por acantilados verticales de unos 280 a 300 m de largo y un desnivel de más de 80 m de caída. Para acceder a la playa hay que tomar el mismo camino que para la de Sienra. Después de aparcar el coche se toma un camino que se dirige hacia el este durante 100 m. También bordea la playa, por su parte superior una masa de vegetación que impide ver el comienzo del acantilado y de ahí su peligrosidad. No tiene ningún tipo de servicio y solo se recomienda la pesca recreatica a caña para los expertos de la zona que conocen los senderos de bajada.